# Reconocimiento Automático de Objetivo
El reconocimiento automático de objetivo – RAO es la capacidad de reconocer un objetivo o blanco por medio de operaciones algorítmicas o dispositivos, recolectando datos e información obtenida por diversos sensores.
La aplicación del RAO es un elemento crítico en la guerra tecnológica–robótica. Es utilizado por los UAV y misiles crucero. 